# Fred McNair
Fred McNair, właśc. Frederick V. McNair IV (ur. 22 lipca 1950 w Waszyngtonie) – amerykański tenisista, zwycięzca French Open 1976 w grze podwójnej, zdobywca Pucharu Davisa 1978.

## Kariera tenisowa
Zawodowym tenisistą McNair był w latach 1973–1983. W tym czasie wygrał szesnaście turniejów ATP World Tour w grze podwójnej, w tym French Open 1976 wspólnie z Sherwoodem Stewartem. Dodatkowo zagrał dwadzieścia jeden przegranych finałów. Startując w grze mieszanej został finalistą French Open 1981 razem z Betty Stöve.
W latach 1977–1978 reprezentował Stany Zjednoczone w Pucharze Davisa, zdobywając z zespołem trofeum podczas edycji 1978. Zagrał przez ten czas trzy mecze deblowe, z których w dwóch triumfował.
W rankingu gry pojedynczej McNair najwyżej był na 79. miejscu (11 października 1976), a w klasyfikacji gry podwójnej na 21. pozycji (23 sierpnia 1977). Wspólnie z Sherwoodem Stewartem był klasyfikowany na 1. miejscu w rankingu par.

### Finały w turniejach wielkoszlemowych

#### Gra podwójna (1–0)
| Końcowy wynik | Nr | Data            | Turniej            | Nawierzchnia | Partner          | Przeciwnicy                  | Wynik finału  |
| ------------- | -- | --------------- | ------------------ | ------------ | ---------------- | ---------------------------- | ------------- |
| Zwycięzca     | 1. | 14 czerwca 1976 | French Open, Paryż | Ceglana      | Sherwood Stewart | Brian Gottfried Raúl Ramírez | 7:6, 6:3, 6:1 |

#### Gra mieszana (0–1)
| Końcowy wynik | Nr | Data           | Turniej            | Nawierzchnia | Partnerka   | Przeciwnicy               | Wynik finału |
| ------------- | -- | -------------- | ------------------ | ------------ | ----------- | ------------------------- | ------------ |
| Finalista     | 1. | 7 czerwca 1981 | French Open, Paryż | Ceglana      | Betty Stöve | Andrea Jaeger Jimmy Arias | 6:7, 4:6     |